# Anton Wildgans
Anton Wildgans (Beč, 17. travnja 1881. – Mödling, 3. svibnja 1932.), austrijski književnik.
Djelovao je kao pjesnik, dramski pisac i prozaik, a bio je direktor bečkog Burgtheatera. U dramama iznosi sukobe između očeva i djece. 

## Djela
Pjesničke zbirke:
- "Jesenje proljeće",
- "Bečke pjesme".

Drame:
- "Siromaštvo",
- "Ljubav",
- "Kain".